# لويس غابرييل سوشيت
لويس غابرييل سوشيت (2 مارس 1770 - 3 يناير 1826)، دوق ألبوفيرا، وأحد مارشالات الإمبراطورية الفَرنسية. يُعتَبر سوشيت واحدًا من أنجح قادة حروب الثورة الفرنسية والحروب النابليونية، ومِن أذكى مارشالات نابليون بونابرت والقائد الفرنسي الوحيد الذي لم يُهزم في حرُب شُبه الجَزيرة بأكمَلِها مُستَحقاً بِذلك لَقب «ثَعلَب أسبانيَا».

## سيرة ذاتية
وُلد سوشيت في مدينة ليون الفرنسية لتصنيع الحرير. كان ينوي في الأصل متابعة مِهنة والده، لكنه شاركة كمتطوع في سلاح الخَيالة في الحرس الوطني في ليون، حيث أظهر القدرات التي ضمنت ترقيات عسكرية سريعة. 

## الحروب الثورية

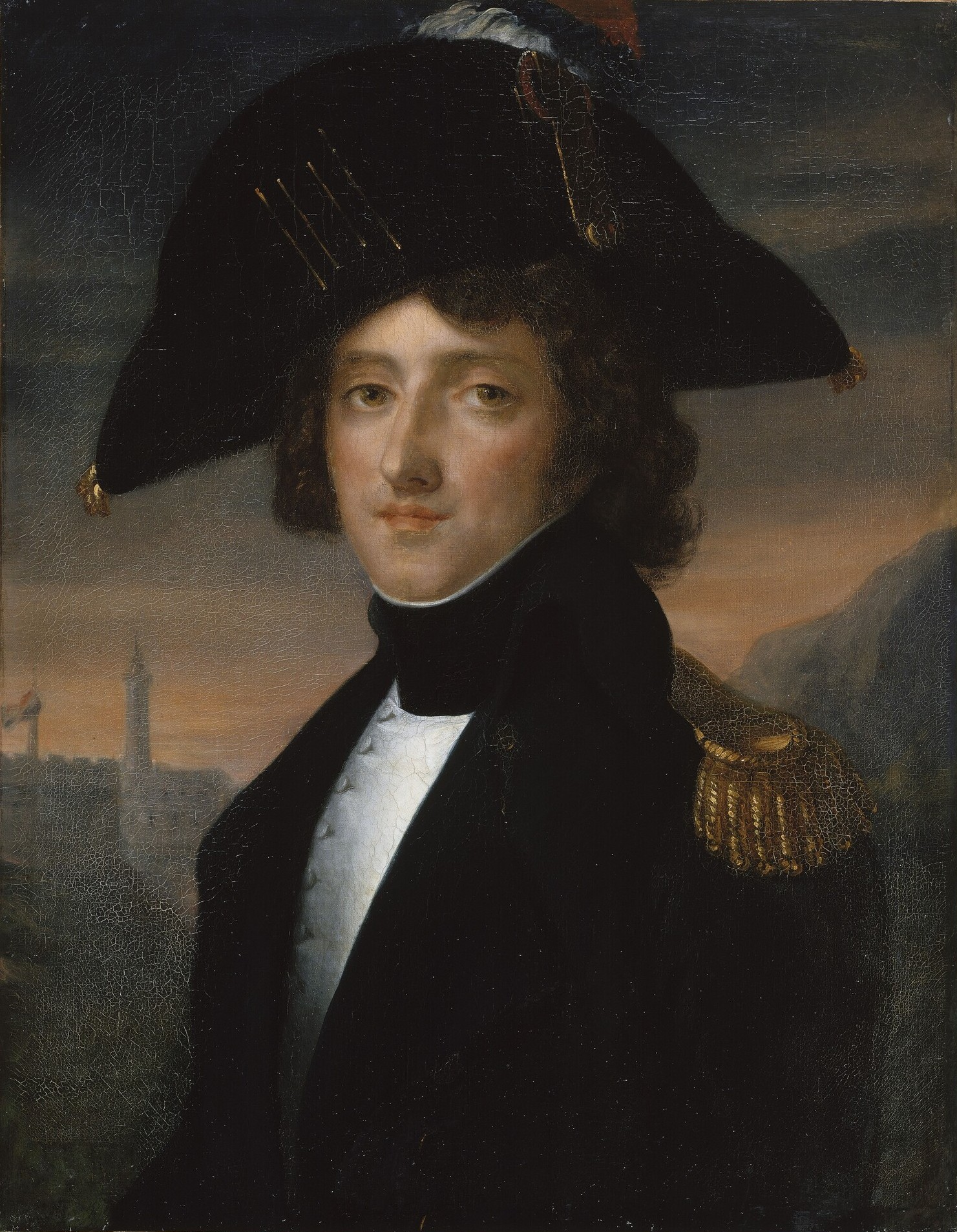
سوشيت ، قائد كتيبة اللواء الثامن في عام 1795، بريشة جوزيف البرير.

في عام 1793، كان يشغل منصب رئيس كتيبة عندما أسر الجنرال البريطاني «تشارلز أوهارا» في طولون. خلال الحملة الإيطالية عام 1796، أصيب بجروح بالغة في سيريا في 11 أكتوبر. في أكتوبر 1797، تمت ترقيته لقيادة نصف لواء. 

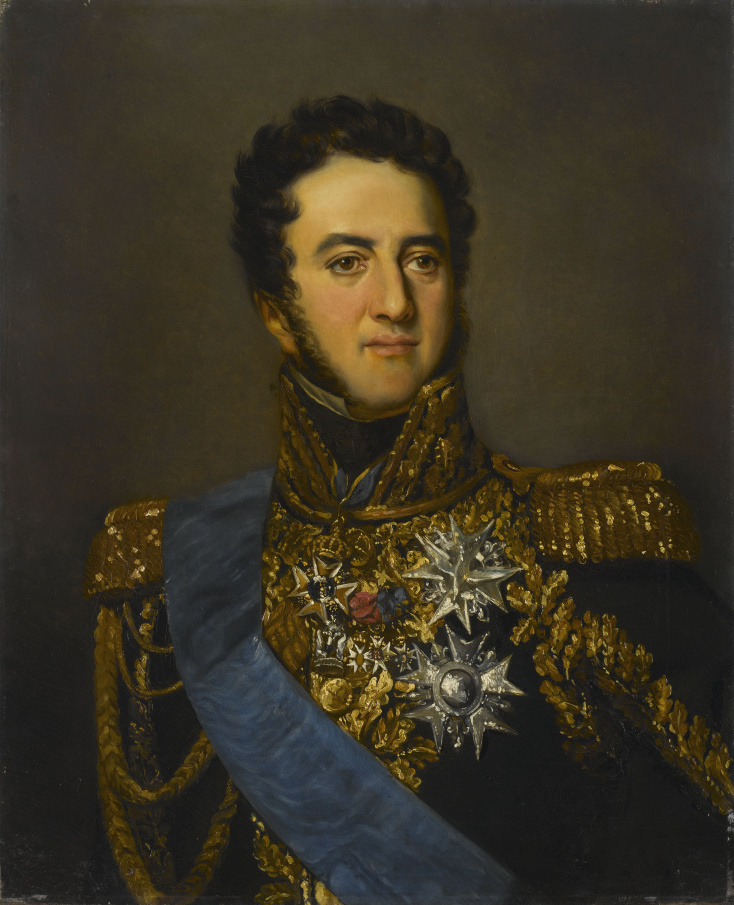
المارشال سوشيت دوق البوفيرا، بريشة جان بابتيست جيران.

في مايو 1797، كان سوشيت واحدًا من ثلاثة ملازمين برتبة مقدم في لواء المشاة الثامن عشر، وكان لديه أمل ضئيل في التقدم. تم إرساله إلى البندقية لشراء الزي الرسمي للقوات. نظرًا لأن الفينيسيين اعتقدوا أنهم قد يحكمون في المستقبل من قبل الفرنسيين، فقد تمت معاملة سوشيت وأحد مساعديه مثل الملوك. لمدة شهرين، استمتعوا بالعيش في قصر، مع جندول شخصي وشغل مقاعد محجوزة في الأوبرا. في 28 أكتوبر 1797، أقام 150 ضابطا من فرقة أندريه ماسينا مأدبة عشاء كبيرة. أحضر العقيد، دومينيك مارتن دوبوي، سوشيت إلى طاولة نابليون بونابرت وقال، «حسنًا يا جنرال، متى تجعل صديقنا سوشيت عقيدًا؟» حاول بونابرت أن يتجاهله بالرد، «قريبًا: سنرى الأمر». عندئذٍ نزع دوبوي إحدى كتافه ووضعها على كتف سوشيت، قائلاً: «بقدراتي، أجعلك عقيدًا». كان هذا المَوقف ناجحًا؛ وجه بونابرت على الفور لويس الكسندر برتييه لكتابة ترشيح سوشيت للتَرقية. 
تم الاعتراف بقدراته في طولون تحت قيادة جوبير في ذلك العام وفي سويسرا تحت قيادة برون خلال العام التالي من خلال ترقيته إلى رتبة عميد. لم سوشيت يشارك في الحملة المصرية لكنه عين رئيس أركان بروناي في أغسطس وأعاد كفاءة وانضباط الجيش في إيطاليا. في يوليو 1799، تمت ترقيته إلى القسم العام وعينه جوبير رئيسًا لموظفي المكتب في إيطاليا. في عام 1800، تم تعيينه في الثانية بالقيادة بعد ماسينا. مقاومته الحاذقة لقوات النمساويين المتفوقة مع الجناح الأيسر لجيش ماسينا، عندما تم إغلاق اليمين والوسط في جنوة، لم تمنع غزو فرنسا من هذا الاتجاه فحسب، بل ساهمت أيضًا في نجاح عبور نابليون لجبال الألب، والتي بلغت ذروتها في معركة مارينغو في 14 يونيو. لعب دورًا بارزًا في بقية الحملة الإيطالية حتى هدنة تريفيزو. 

## الحروب النابليونية

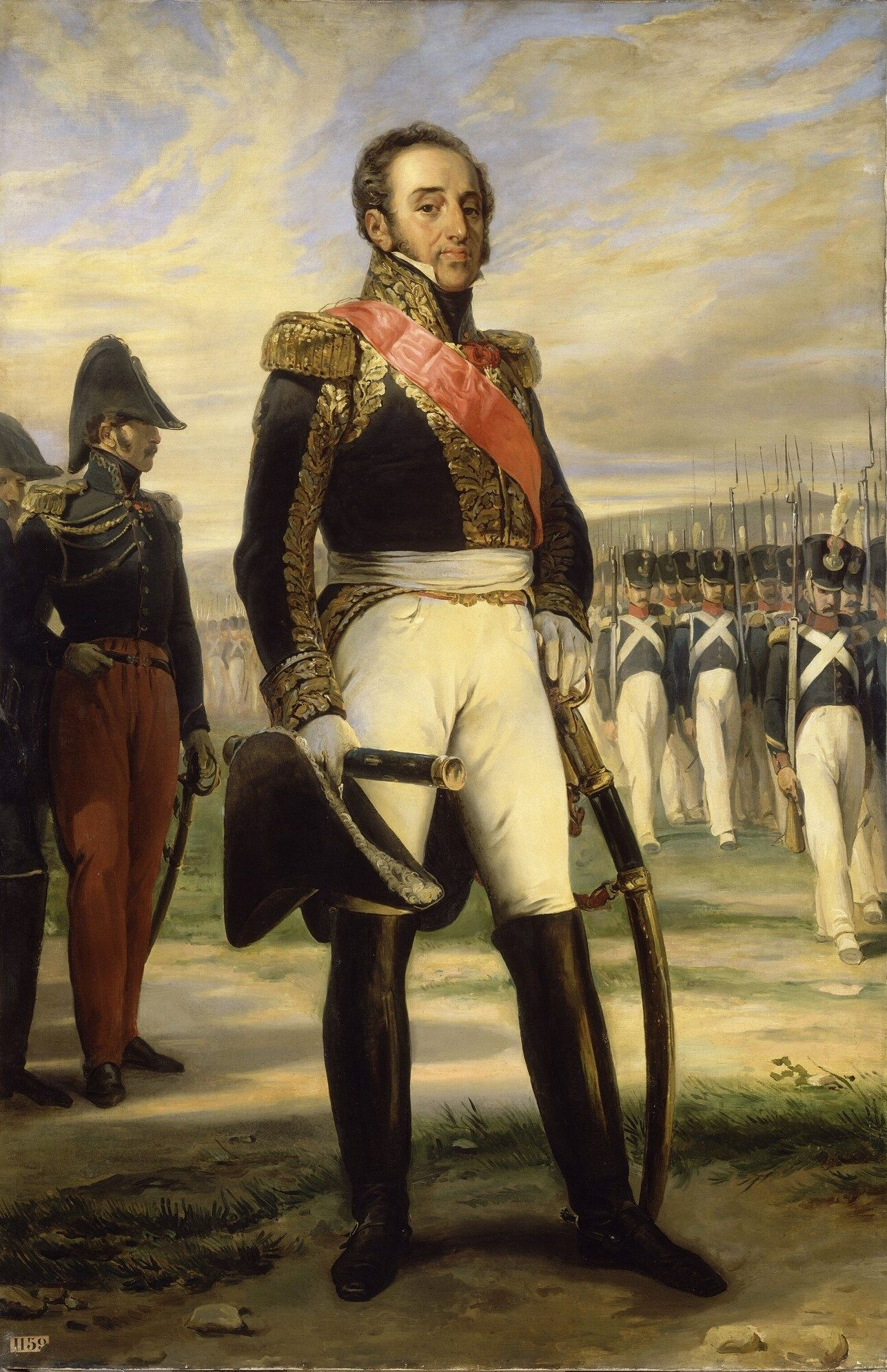
المارشال سوشيت، بريشة جان بابتيست جيران.

في حملات عامي 1805 و 1806، عزز سوشيت سمعته بشكل كبير في معارك أوسترليتز وسالفيلد وجينا وبوتوسك وأوسترولينكا، والتي قاد في آخرها فرقة مشاة. حصل على لقب كونت في 19 مارس 1808. أرسل إلى إسبانيا، وشارك في حصار سرقسطة، وبعد ذلك تم تعيينه قائدًا لجيش أراغون وحاكم تلك المنطقة. في غضون عامين، أحضر المنطقة إلى الخضوع الكامل من قبل الإدارة الحكيمة والكياسة السياسية وما لا يقل عن شجاعته اللامعة. بعد أن هزمه الإسبان في الكانيز، عاد وهزم جيش خواكين بليك في ماريا في 14 يونيو 1809. في 22 أبريل 1810، هزم أودونيل في ليريدا. بعد حصار تاراغونا، عُيِّن مارشالاً لالإمبراطورية الفَرنسية. في 8 يوليو 1811.  في عام 1812، استولى على فالنسيا،  والذي مَكنه من حالصل على دوقية البوفيرا القريبة، في 24 يناير. عندما انقلب المد ضد فرنسا، دافع سوشيت عن احتلاله الإقليمي واحدًا تلو الآخر حتى اضطر إلى الانسحاب من إسبانيا، وبعد ذلك شارك في حملة سولت الدفاعية عام 1814. 

## فيالمائة يوموما بعدها
ملك بوربون المستعاد لويس الثامن عشر اعطى لسوشيت في 4 يونيو مقعداُ في مجلس الشيوخ، لكن هذا خسر هذا المَنصب (اعتبارًا من 24 يوليو 1815) لدعمه عودة نابليون خلال المائة يوم. خلال فترة ترميم نابليون القصيرة، تم تكليف سوشيت بقيادة جيش على حدود جبال الألب. 
توفي سوشيت في قلعة القديس يوسف بالقرب من مرسيليا في 3 يناير 1826. خلفه ابنه لويس نابليون في دوقية البوفيرا.

### عائلة
تزوج سوشيت «هونورين أنطوان دي سانت جوزيف»، ابنة أخت جولي كلاري، زوجة جوزيف بونابرت، في 16 نوفمبر 1808.  أنجبا ثلاثة أطفال:
لويز أونورين (1811-1885)
لويس نابليون (1813-1877)
[ابنة، اسم غير معروف] (1820 - 1835)

## المَراجع
1. 1 2 3 4 5 6  Chisholm 1911، صفحة 7.
2. ↑  Phipps 2011، صفحات 215–216.
3. ↑  Suchet 1829، صفحة 439.
4. 1 2  Castle of Saint-Joseph نسخة محفوظة 7 March 2016 على موقع واي باك مشين. on Napoleon & Empire website
5. ↑  Brotonne, Léonce de (1895). Les sénateurs du consulat et de l'empire (بالفرنسية). H. Champion. p. 111. Archived from the original on 2021-08-16.
6. ↑  Révérend, vicomte Albert (1906). Titres, anoblissements et pairies de la restauration 1814-1830 (بالفرنسية). Chez l'auteur et chez H. Champion. pp. 283. Archived from the original on 2021-10-20.

### المَصادر
- Phipps، Ramsay Weston (2011) [1935]. The Armies of the First French Republic and the Rise of the Marshals of Napoleon I: The Army of Italy (1796-1797), Paris and the Army of the Interior (1792-1797), The Coup d'Etat of Fructidor (September 1797). Pickle Partners Publishing. ج. 4. ISBN:978-1-908692-27-6.
- Suchet (1829)، Memoirs of the War in Spain, from 1808 to 1814، London: Henry Colburn، ج. 2، ص. 439